# Alfonso García Robles
José Alfonso Eufemio Nicolás de Jesús García Robles (Zamora, Michoacán; 20 de marzo de 1911-Ciudad de México, 2 de septiembre de 1991) fue un diplomático mexicano que fue secretario de Relaciones Exteriores entre 1975 y 1976. Fue presidente de la Comisión Preparatoria para la Desnuclearización de América Latina, cuyos trabajos culminaron con la firma del Tratado de Tlatelolco el 14 de febrero de 1967. 
Fue galardonado en 1982 con el premio Nobel de la Paz junto con la sueca Alva Reimer Myrdal, "“por su trabajo por el desarme y las zonas libres de armas y nucleares.” También desempeñó un papel central para promover el desarme general de la Asamblea General de la ONU en 1978 y 1982. Ingresó a El Colegio Nacional el 20 de julio de 1972. Asimismo, durante su carrera diplomática fue embajador de México ante Brasil y las Naciones Unidas.

## Biografía
Alfonso García Robles, nació en Zamora, Michoacán, México el 20 de marzo de 1911.

### Estudios
Fue alumno de un renombrado colegio jesuita, el Instituto de Ciencias, en Guadalajara.
Estudió Derecho, licenciándose por la Universidad Nacional Autónoma de México y realizando estudios de posgrado en el Instituto de Altos Estudios Internacionales, que actualmente es parte de la Universidad de París II Panthéon-Assas, en 1936 y en la Academia de Derecho Internacional de La Haya en 1938. Fue nombrado el "Aguja" ya que en 1937 creó una campaña para salvar al pez aguja.

### En el Servicio Exterior Mexicano
Se incorporó al servicio exterior de su país en 1939 como tercer secretario de la Embajada de México en Suecia. 
Fue trasladado a México en 1941 para integrarse a la Secretaría de Relaciones Exteriores (SRE), donde permaneció cinco años como subdirector de Asuntos Políticos del Servicio Diplomático.
Más tarde, con el cargo de secretario de Asuntos Internacionales de la Comisión Nacional de Planeación para la Paz, colaboró en la Conferencia de las Naciones Unidas sobre Organización Internacional en San Francisco en 1945, donde se sentaron las bases jurídicas de la Organización de las Naciones Unidas (ONU).

### Funcionario de las Naciones Unidas
De 1946 a 1956 radicó en la ciudad de Nueva York, trabajando para la ONU como jefe de la División Política del Departamento de Asuntos del Consejo de Seguridad. 
Fue el representante de la ONU en la Conferencia Panamericana de Bogotá (1948), en la que se firmó la Carta de la Organización de los Estados Americanos.
En 1950 se casó con Juana María Szyszlo, una joven peruana, funcionaria de la ONU, con quien tendría dos hijos.

### Regreso al Servicio Exterior Mexicano
De 1958 a 1960 fue director en jefe para Asuntos de Europa, Asia y Organismos Internacionales en la SRE. En esta época se ocupó del Derecho del Mar contribuyendo en las conferencias de Ginebra.
De 1962 a 1964 ocupó el puesto de embajador en Brasil.
De 1964 a 1970 fue subsecretario de la Secretaría de Relaciones Exteriores.

### El Tratado de Tlatelolco
Como resultado de la crisis de los misiles de Cuba, el presidente Adolfo López Mateos, "quien extendió las redes diplomáticas de México más allá de sus límites tradicionales y dedicó esfuerzos importantes a fomentar la integración latinoamericana", impulsó la descnuclearización en la región: la idea era asegurar la prohibición de los armamentos nucleares y que esta parte del mundo no estuviera implicada en ningún conflicto entre las grandes potencias rivales.

García Robles desempeñó un papel crucial en lanzar e implementar el acuerdo, llegando a ser apodado "el padre del acuerdo de Tlatelolco."  Las negociaciones fueron conducidas por García Robles junto con otros dos destacados diplomáticos mexicanos:
"Las actas de las negociaciones revelan nombres de enorme altura: Alfonso García Robles, jurista distinguido y espíritu del tratado, quien fungió como secretario de Relaciones Exteriores de México, y alcanzó el Premio Nobel de la Paz en 1982, por el éxito del tratado. Su delegación contó con nombres de gran talla como Jorge Castañeda y Álvarez de la Rosa, jurista internacional que tiempo después ocuparía también la titularidad de Relaciones Exteriores, e Ismael Moreno Pino, gran impulsor del multilateralismo en México y embajador en las principales capitales europeas y en Naciones Unidas" - Alejandro Alday González, director general del Instituto Matías Romero de la Secretaría de Relaciones Exteriores.
Las delegaciones de otros países incluyeron a diplomáticos similarmente destacados: José Sette Câmara, representante de Brasil, Alberto Sepúlveda Contreras, representante de Chile,  Leopoldo Benítez, representante de Ecuador e incluso a Juan Natalicio González, expresidente de Paraguay.  
La Asamblea General de las Naciones Unidas autorizó a la COPREDAL el 27 de noviembre de 1963. La Reunión Preliminar sobre la Desnuclearización de América Latina (REUPRAL) creó la Comisión Preparatoria para la Desnuclearización de América Latina (COPREDAL). Entre 1964 y 1967, hubo cuatro sesiones de COPREDAL celebradas en la Ciudad de México.  
Alfonso García Robles, entonces subsecretario de Relaciones Exteriores, encabezó la delegación mexicana pero fue nombrado presidente de la COPREDAL por lo cual el embajador Ismael Moreno Pino, titular de la subsecretaría de Asuntos Multilaterales, debió asumir la representación de los intereses de México en la conferencia.
Como presidente de la COPREDAL, dirigió las reuniones que se celebraron en la Ciudad de México a partir de 1964 y que, después de años de paciente negociación, concluyeron con la firma el 14 de febrero de 1967 del Tratado para la Proscripción de las Armas Nucleares en América Latina, conocido como el Tratado de Tlatelolco. "Su trascendencia histórica es incuestionable. Desde su concepción intelectual hasta su firma, participaron en su formulación mentes distinguidas del continente americano que representaron –fielmente– a una generación angustiada por los horrores de dos guerras mundiales y la amenaza de una tercera –que encontró en la crisis de los misiles en Cuba, en 1962, su momento, más delicado–, que buscó incesantemente la paz y la concordia entre las naciones, amparada en el incipiente sistema multilateral de la Sociedad de Naciones."

### Cumbre de su carrera diplomática
De 1971 a 1975 fue embajador de México en las Naciones Unidas y presidió el Grupo de los 77.
Ingresó a El Colegio Nacional el 4 de abril de 1972, con la conferencia "El desarme y las Naciones Unidas", la cual fue presentada por el Dr. Antonio Gómez Robledo.
Entre 1975 y 1976 fue canciller de México.
Desde 1977 fue el representante permanente de México en el Comité sobre el Desarme de las Naciones Unidas en Ginebra, Suiza. 
En 1978 fue presidente de la delegación mexicana en la Primera Sesión Especial para el Desarme de la Asamblea General de la ONU y fue uno de los responsables de la adopción de "el documento final".

### Reconocimientos y Premio Nobel
En 1982 el presidente de la República, José López Portillo, lo designó embajador emérito, un honor reservado a diez embajadores que han prestado un servicio destacado a la república en materia de política exterior. 
En septiembre de 1982 se le otorgó la Condecoración del Servicio Exterior Mexicano.
En octubre de 1982 obtuvo el premio Nobel de la Paz por “su magnífico trabajo en las negociaciones de desarme de las Naciones Unidas”, distinción que compartió con la diplomática y escritora sueca Alva Reimer Myrdal.

### Fallecimiento
Murió el 2 de septiembre de 1991 en la Ciudad de México. Fue enterrado en el Panteón Español, ubicado en la alcaldía Miguel Hidalgo.

### Después de su muerte
El archivo personal de García Robles y su biblioteca de 1100 volúmenes fueron donados por su viuda a la Universidad de Virginia en Estados Unidos en 1998.
El 24 de abril de 2003 se develó su nombre escrito con letras de oro en uno de los muros del Palacio Legislativo de San Lázaro, sede de la Cámara de Diputados de México.

### Reconocimiento
Durante los festejos del quincuagésimo aniversario de la Facultad de Derecho de la Universidad La Salle, se develó en su honor el busto que da pauta a que los esfuerzos y grandes sacrificios obtienen sus grandes recompensas.

## Publicaciones
- Le Panaméricanisme et la Politique de Bon Voisinage (París, 1938).
- Premier Congres d´études Internationales (1938).
- La Question du Pétrole au Mexique et le Droit International (1939).
- La cláusula Calvo ante el derecho internacional (1939).
- La Sorbona ayer y hoy. Sinopsis histórica de la Universidad de París desde sus orígenes hasta nuestros días (Ediciones de la Universidad Nacional Autónoma de México, 1943).
- El mundo de la posguerra (2 vols., 1946).
- La conferencia de San Francisco y su obra (1946).
- Política internacional de México (1946).
- La desnuclearización de América Latina (1965).
- La anchura del mar territorial (1966).
- El Tratado de Tlatelolco. Génesis, alcance y propósito de la proscripción de armas nucleares en América Latina (1967).
- Tratado para la prohibición de armas nucleares en América Latina.